# Siegfried Schönherr (Tiermediziner)
Siegfried Schönherr (* 20. Oktober 1915 in Haselbach; † 28. Dezember 1989 in Berlin) war ein deutscher Tierarzt und Politiker (FDP).

## Werdegang
Schönherr promovierte 1954 an der Freien Universität Berlin. Von 1966 bis 1971 war er Präsident der Tierärztekammer Berlin und ab 1971 Professor für Versicherungsveterinärmedizin, Statistik und Dokumentation an der FU Berlin. Von 1971 bis 1975 war er als Abgeordneter der FDP Mitglied des Abgeordnetenhauses von Berlin.

## Ehrungen
- 1976: Verdienstkreuz 1. Klasse der Bundesrepublik Deutschland